# Frankfurter Diversitäts- und Integrationspreis
Der Frankfurter Diversitäts- und Integrationspreis (zuvor: Integrationspreis der Stadt Frankfurt am Main) ist eine seit 2002 verliehene Auszeichnung der Stadt Frankfurt am Main. Er wird an Personen und Institutionen vergeben, die sich für die Integration und Gleichberechtigung ausländischer Bürgerinnen und Bürger im Alltag und eine gegenseitige Anerkennung der Kulturen einsetzen.
Die Vergabe erfolgt einmal jährlich im Dezember und wird im Kaisersaal des Frankfurter Rathauses verliehen. Der Preis ist mit 15.000 Euro dotiert und wird auf drei Preisträger aufgeteilt. Seit 2011 gibt es daneben auch lobende Erwähnungen für Einzelpersonen und Initiativen.